# Complesso dei monumenti di Huế
Il Complesso dei monumenti di Hué è un sito seriale inserito dall'UNESCO nella lista del Patrimonio Mondiale nel 1993. La serie comprende quattordici siti.
Il Complesso dei Monumenti di Hué si trova dentro e intorno alla città di Hué, nella provincia di Thừa Thiên-Huế, nel centro geografico del Vietnam, con facile accesso al mare. Fondata come capitale del Vietnam unificato nel 1802 d.C., Hué fu non solo il centro politico, ma anche culturale e religioso sotto la dinastia Nguyễn, l’ultima dinastia reale della storia vietnamita, dal 1802 al 1945.
La pianta della nuova capitale fu realizzata secondo l’antica filosofia orientale, rispettando le condizioni fisiche del sito. Il Monte Ngự Bình (chiamato Schermo Reale) e il Fiume dei Profumi, che attraversa la città, conferiscono a questa capitale feudale un contesto di grande bellezza naturale e importanza simbolica.
Il sito fu scelto per una combinazione di elementi naturali: colline che fungono da schermo protettivo davanti ai monumenti, o che assumono il ruolo di drago blu a sinistra e tigre bianca a destra, per proteggere l’ingresso principale e impedire l'accesso agli spiriti maligni.
Le strutture del complesso sono disposte con cura nel paesaggio naturale e allineate cosmologicamente con:
- i Cinque Punti Cardinali (centro, ovest, est, nord, sud)
- i Cinque Elementi (terra, metallo, legno, acqua, fuoco)
- i Cinque Colori (giallo, bianco, blu, nero, rosso)

La struttura centrale è l'area della Cittadella di Huế, che fu il centro amministrativo del Vietnam meridionale durante il XVII e il XVIII secolo d.C. All'interno della Cittadella di Huế si trovavano non solo le funzioni amministrative e militari dell'Impero, ma anche la Residenza Imperiale, l'Hoang Thanh (Città Imperiale), la Tu Cam Thanh (Città Purpurea Proibita) e i palazzi reali correlati.
Tran Binh Dai, un'ulteriore opera difensiva nell'angolo nord-orientale della capitale, fu progettata per controllare i movimenti sul fiume. Un'altra fortezza, Tran Hai Thanh, fu costruita poco dopo per proteggere la capitale dagli attacchi provenienti dal mare.
Fuori dalla capitale si trovano diversi monumenti di rilievo. Nelle aree periferiche si trovavano importanti luoghi rituali legati alla vita spirituale della dinastia, come il Van Mieu (Tempio della Letteratura), il Dan Nam Giao (Spianata del Sacrificio al Cielo e alla Terra), l'Ho Quyen (Area Reale), il Den Voi Re (Tempio dell'Elefante Ruggente) e la Chua Thien Mu (Pagoda della Signora Celeste). Più a monte, lungo il Fiume dei Profumi, si trovavano le tombe degli imperatori della dinastia.
Il Complesso Monumentale di Huế è un esempio notevole della pianificazione e costruzione di una capitale completamente difesa in un periodo relativamente breve, nei primi anni del XIX secolo. L'integrità della planimetria cittadina e del progetto edilizio ne fanno un esempio eccezionale di pianificazione urbana tardo feudale nell'Asia orientale.

## I monumenti del sito seriale
| Numero  | Sito | Area (ha)                           | Coordinate                     | Immagine |
| ------- | --- | ----------------------------------- | ------------------------------ | -------- |
| 678-001 | Cittadella di Hué, comprendente la Città Imperiale, la Città Proibita Purpurea, il Canale Reale, il Museo di Hué, l'Università Nazionale, il Lago del Cuore Sereno | bene: 159,71 zona cuscinetto: 71,93 | 16°28′10″N 107°34′40″E         |          |
| 678-002 | Pagoda Thien Mu | bene:4,24                           | 16°27′16.67″N 107°32′40.38″E   |          |
| 678-003 | Tempio della Letteratura e Tempio Militare | bene:9,73                           | 16°27′10″N 107°32′20.6″E       |          |
| 678-004 | Arena Reale e Tempio Voi Re | bene:2,45                           | 16°26′55″N 107°33′16.7″E       |          |
| 678-005 | Tomba di Duc Duc | bene:8,55                           | 16°27′05.26″N 107°35′34.51″E   |          |
| 678-006 | Spianata di Nam Giao | bene:12,41                          | 16°26′15.7″N 107°34′57.2″E     |          |
| 678-007 | Tomba di Tự Đức | bene:12,99                          | 16°26′15.7″N 107°34′57.2″E     |          |
| 678-008 | Tomba di Tự Đức | bene:2,29                           | 16°25′48.464″N 107°34′11.672″E |          |
| 678-009 | Tempio Hon Chen | bene:0,87                           | 16°25′19.042″N 107°33′46.199″E |          |
| 678-010 | Tomba di Thieu Tri | bene:27,9                           | 16°25′00″N 107°34′19.6″E       |          |
| 678-011 | Tomba di Khải Định | bene:18,19                          | 16°23′56.288″N 107°35′25.156″E |          |
| 678-012 | Tomba di Minh Mạng | bene:34,15                          | 16°23′15.839″N 107°34′07.954″E |          |
| 678-013 | Tomba di Gia Long | bene:20,72                          | 16°21′43.103″N 107°35′44.556″E |          |
| 678-014 | Fortezza Tran Hai | bene:1,27                           | 16°33′16.88″N 107°39′17.76″E   |          |